# 인구절벽
인구절벽(The Deomographic Cliff)은 미국의 경제학자 해리 덴트(Harry Dent)가 2014년 발표한 책 《2018 인구 절벽이 온다》(영어: The Demographic Cliff)에서 제시한 개념으로, 생애 주기에서 소비가 정점에 이르는 45~49세의 인구가 줄어들기 시작하는 시점이다. 인구절벽이 발생하면 대규모 인구 집단의 소비가 정점을 지나 감소하게 되고, 수요 부족으로 생산이 위축되면서 경제는 서서히 하락세에 접어든다. 통계청(2016)은 한국의 생산 가능 인구가 2016년에 3763만 명을 정점으로 감소한다고 추산하였다. 해리 덴트(2014)는 한국이 2010년부터 소비가 정점에 도달하여 2018년까지 정체하고 이후 급격하게 떨어진다.